# Будинок на вулиці Дорошенка, 19 (Львів)
Будинок за адресою вулиця Дорошенка, 19 у Львові — багатоквартирний житловий чотириповерховий будинок з магазинним приміщенням на першому поверсі. Пам'ятка архітектури місцевого значення № 94.

## Історія
Попередній будинок на цьому місці був споруджений 1888 року за проектом Якуба Кроха, та нову триповерхову кам'яницю розібрали, для майданчика під будівництво нового будинку. Нову кам'яницю зведено 1909 року за проектом архітектора Володимира Підгородецького, для банкіра Едварда Ландау. Скульптор Петро Війтович, виконав на фасаді будинку шість скульптур. Це алегоричні зображення «Війни», «Миру», «Науки», «Мистецтва», «Праці» і «Торгівлі».
За Польщі в приміщення першого поверху були магазин горілок і лікерів Канторовича, друкарня Ґольдмана, крамниця тканин Кіндлера, магазин взуття Лаури Брук і ювелірний магазин Вельтшталя. За радянських часі тут був магазин одягу «Піонер». Тепер тут магазин одягу «Злата»

## Архітектура
Чотириповерхова цегляна кам'яниця, тинькована, з проїздом до внутрішнього подвір'я. Фасад багатий на декоративні елементи, потужні півколони над балконною балюстрадою. На останньому поверсі необарокові фронтони.
Основним елементом фасаду є колони коринтського ордеру другого і третього поверхів, між якими великі вікна з профільованим обрамуванням на другому поверсі, та півциркульні з архівольтами, на рівні третього поверху. На ширину другого поверху виступає балкон з кованою огорожею. Балкони третього поверху, розташовані над вікнами другого поверху, з боків обрамовані пілястрами та тримаються на підбалконних чашах з кронштейнами. На рівні четвертого поверху, на пілястрах тосканського ордеру, розміщені шість алегоричних скульптур авторства скульптора Петра Війтовича. Завершується будинок двома трикутними щипцями з обох боків та аттиком з люнетами по центру. Над крайніми вікнами четвертого поверху, розміщені великі овальні вікна, прикрашені ліпниною.Анфілади великих помешкань, їхня масштабність, надають будівлі, разом з зовнішнім оформленням, палацового характеру. В інтер'єрах збережена стюкова орнаментика.